# زملکا
زملکا (به عربی: زملکا) یک روستا در سوریه است که در استان ریف دمشق واقع شده‌است. زملکا ۴۴٬۶۶۱ نفر جمعیت دارد.